# دوروتی لاوینیا براون
دوروتی لاوینیا براون (Dorothy Lavinia Brown)‏‏ (۷ ژانویه ۱۹۱۴–۱۳ ژوئن ۲۰۰۴‏)، مشهور به «دکتر دی.»، جراح، قانون‌گذار و آموزگار آمریکایی آفریقایی بود. وی نخستین جراح زن سیاه‌پوست از جنوب شرق ایالات متحده بود. او همچنین نخستین زن آمریکایی آفریقایی‌تبار بود که در مجمع عمومی تنسی خدمت کرد که در نتیجه در مجلس نمایندگان تنسی انتخاب شد. براون در حین خدمت در مجلس نمایندگان، برای حقوق زنان و حقوق رنگین‌پوستان مبارزه کرد.

## زندگی‌نامه
براون در فیلادلفیای ایالت پنسیلوانیا به دنیا آمد و در پنج ماهگی توسط مادرش ادن براون، به دارالایتام تروی که یک یتیم خانه در تروی ایالت نیویورک است، تسلیم داده شد. دوروتی الی ۱۲ سالگی در دارالایتام بود. عوامل متعددی براون را ترغیب نمود تا حرفهٔ جراحی را تعقیب نماید، از جمله: مراقبتی که در جریان عملیات جراحی لوزه از وی صورت گرفت و عملکردی که او آن را دید و سبب شد کاری انجام دهد که باعث افتخار سایر آمریکایی‌های آفریقایی‌تبار شود.
با وجودی‌که مادر براون تلاش کرد که او را متقاعد سازد تا با وی زندگی نماید، اما براون پنج مرتبه فرار کرد و هر بار به دارالایتام تروی می‌رفت. براون در سن پانزده سالگی به‌منظور ثبت نام در مدرسهٔ عالی تروی فرار نمود. مدیر مدرسهٔ عالی تروی، پی برد که براون بی خانمان است و ترتیبی را ساخت تا توسط لولا و ساموئل ویسلی ردمون، مورد مراقبت و حمایت قرار گیرد. خانم براون به عنوان کمک کنندهٔ مادر در خانهٔ خانم دبلیو. اف. جارت واقع در آلبانی ایالت نیویورک که درست در آن‌سوی رودخانهٔ هادسون قرار داشت، کار کرد. در پانزده سالگی در یک فروشگاه رختشوی‌خانه عمومی کار می‌کرد.

## آموزش
براون پس از اتمام دبیرستان، در کالج بینیت که از لحاظ تاریخی یک کالج مربوط به سیاه‌پوستان در گرینزبورو کارولینای شمالی بود، پذیرفته شد. از بخش زنان خدمات مسیحی کلیسای متدیست بورسیه تحصیلی دریافت کرد. براون در جریان دورهٔ خدمت‌کاری، پول بدست آورد. به کمک یک خانم متدیست از بخش خدمات مسیحی در کالج جراحی آمریکا پذیرفته شد و در سال ۱۹۴۱ موفق به دریافت مدرک لیسانس از آن کالج شد.
وی به عنوان بازرس بخش مهمات ارتش روچستر در شهر روچستر ایالت نیویورک، خدمت می‌کرد. براون در سال ۱۹۴۴ در کالج پزشکی مهری که از لحاظ تاریخی یک کالج مربوط به سیاه‌پوستان در نشویل است، پذیرفته شد. دورهٔ کارآموزی خود را در بیمارستان هارلم در نیویورک سیتی به اتمام رساند. براون پس از فراغت در سال ۱۹۴۹ در جملهٔ سه بهترین کلاس، علیرغم مخالفت‌های محلی با آموزش جراحان زن، در سال ۱۹۴۹ کارآموز دورهٔ اکمال تخصص بیمارستان هابارد شد. تأییدیه پزشک متیو واکر پدر، جراح ارشد را حصول نمود. براون در سال ۱۹۵۴ دورهٔ اکمال تخصص خود را به اتمام رساند.

## حرفه
براون برای این‌که حرفه‌اس را آغاز نماید، به عنوان پزشک در جنگ دوم جهانی کمک کرد. به عنوان بازرس بخش مهمات ارتش روچستر، کار کرد. براون از سال ۱۹۵۷ تا سال ۱۹۸۳، جراح ارشد بیمارستان ریورساید واقع نشویل بود، این بیمارستان اکنون از بین رفته‌است. در سال ۱۹۶۶ از جملهٔ نخستین زنان سیاه‌پوست آمریکا بود که در مجمع عمومی تنسی (مشهور به مجلس مقننه ایالتی تنسی)، انتخاب شد و دو سال این سمت را به‌عهده داشت. وی تقریباً در راستای قانونی سازی سقط جنین در موارد تجاوز جنسی یا زنای با محارم و در راستای گسترش سقط جنین‌های قانونی موجود در مواردی که «جان مادر در خطر باشد»، به موفقیت‌های نائل گردید. براون در جریان حرفهٔ سیاسیش، درگیر تصویب قانون تاریخ سیاه‌پوستان شد، این قانون مدارس دولتی تنسی را به «اجرای برنامه ویژه در جریان هفتهٔ تاریخ سیاه‌پوستان به‌منظور شناسایی دستاوردهای آمریکایی‌های آفریقایی‌تبار»، ملزم ساخت.
پس از کار در جنگ دوم جهانی، وارد پزشکی در کالج پزشکی مهری واقع نشویل ایالت تنسی شد. دکتر براون سپس دورهٔ کارآموزی یک‌ساله را در بیمارستان هارلم سپری نمود و بعداً دورهٔ پنج سالهٔ اکمال تخصص را در رشتهٔ جراحی عمومی در بیمارستان مهری و هابارد، به اتمام رساند. در سال ۱۹۵۹، نخستین جراح زن سیاه‌پوست بود که به عضویت کالج جراحان آمریکا درآمد.
براون در سال ۱۹۶۸ برای کسب کرسی در مجلس سنای ایالت تنسی تلاش کرد، اما در انتخابات شکست خورد و این شکست تا حدی به دلیل حمایت وی از قوانین سقط جنین بود. براون در سال ۱۹۶۸، پس از ترک سیاست به بیمارستان ریورساید برگشت تا به عنوان پزشک دائم‌الوقت در این بیمارستان کار کند. براون، همچنین به‌عنوان جراح معالج در بیمارستان جورج دبلیو. هابارد و بیمارستان‌های عمومی یا غیرتخصصی و مدیر آموزش برنامه شیفت‌های گردش بالینی بیمارستان‌های ریورساید و مهری، اجرای وظیفه نمود. وی همچنین استاد جراحی کالج پزشکی مهری بود و برای مؤسسهٔ ملی سلامت در مؤسسهٔ ملی قلب، ریه و خون، مشورت می‌داد.
براون پس از شکست در رقابت بر سر کرسی در مجلس سنای تنسی، در کمیتهٔ مشترک فرصت‌ها برای زنان در پزشکی که از طرف انجمن پزشکی آمریکا حمایت می‌شد، خدمت کرد. براون، در کنار حمایت از زنان در بخش پزشکی، تأثیر عمده‌ای در مبارزه برای حقوق رنگین‌پوستان داشت و عضو دائمی انجمن ملی پیشرفت رنگین‌پوستان (NAACP)، بود.

## زندگی شخصی
براون در سال ۱۹۵۶، یک کودک دختر را از یک بیمار مجرد در بیمارستان ریورساید به فرزندی پذیرفت. بیمار در حالی‌که هنوز حامله بود، نزد براون آمد و از وی درخواست نمود تا کودکش را به فرزندی بپذیرد. براون به پذیرش کودک موافقت کرد، زیرا می‌خواست کودکی داشته باشد و می‌دانست که چنین چانسی هرگز دوباره میسر نخواهد شد. براون نخستین زن مجرد در تنسی بود که قانوناً کودکی را به فرزندی گرفت و آن کودک را به افتخار مادر رضاعیش، لولا دینز براون نامید. بعدها، پسری را بنام کوین به فرزندی گرفت. براون یکی از اعضای کلیسای متحد متدیست بود.

## قدردانی‌ها
در سال ۱۹۵۹، نخستین زنی بود که عضو کالج جراحان آمریکا شد و نخستین سیاه‌پوست بود که در مجلس انتخاب شد. محل اقامت زنان دوروتی ال. براون در کالج پزشکی مهری واقع نشویل، بنام وی نام‌گذاری شد. او همچنین به کسب دکترای افتخاری از کالج روسل سیج واقع توری ایالت نیویورک و همچنین از کالج بینیت در گرینزبورو کارولینای شمالی، نائل گردید.
براون عضو هیئت امنای کالج بینیت و انجمن نسوان دلتا سیگما تیتا بود. وی در کمیتهٔ‌های که روی مسائل علمی، دینی، پزشکی و سیاسی بحث می‌کردند، به عنوان رئیس شرکت کرد. جایزهٔ هورشیو آلگر در سال۱۹۹۴ و جایزهٔ بشردوستانهٔ بنیاد کارنگی در سال ۱۹۹۳، نیز به براون اهدا گردید.
از آنجاییکه دوروتی لاوینیا براون، در حرفهٔ خود به عنوان جراح به دستاوردهای زیادی نائل شده بود، وی یک سخنران پر طرفدار در سطح ملی و بین‌المللی بود.

## مرگ
براون در سال ۲۰۰۴ در اثر نارسایی احتقانی قلب در نشویل ایالت تنسی درگذشت.